# Franske euromønter
De franske euromønter præges af tre forskellige motiver. De laveste værdier, 1-, 2- og 5-centmønten, præges af en afbildning af Marianne, som symboliserer et stærkt og stabilt Europa. 10-, 20- og 50-centmønten præges af et billede af en kvinde, som også sås på se franske franc, mens de højeste værdier, 1- og 2-euromønten, præges af et træ som symboliserer liv og fortsat vækst. Rundt om træet står der Liberté, Égalité, Fraternité, hvilket betyder Frihed, Lighed, Broderskab hvilket er Frankrigs motto. Til forskel fra mange andre eurolandes 2-euromønter har de franske ingen kanttekst, foruden cifret to og en stjerne, som optræder seks gange. På hver mønt står der også hvilket årstal mønten er præget.
Frankrig har for øjeblikket præget en møntserie og en 2-euro jubilæumsmønten.

## Første serie
Tekst mangler, hjælp os med at skrive teksten